# Microtus chrotorrhinus
Microtus chrotorrhinus es una especie de roedor de la familia Cricetidae.

## Distribución geográfica
Se encuentra en el este de Norteamérica. 